# سانداون (صائدة ألغام)
الفئة سانداون (بالإنجليزية: Sandown)‏ هي الفئة الخامسة عشرة من صائدات الألغام والتي بنيت في المقام الأول للبحرية الملكية. الفئة سانداون تخدم أيضا مع القوات البحرية الملكية السعودية و القوات البحرية الإستونية. كلف أول سفينة في الخدمة البحرية الملكية يوم 9 يونيو 1989، وتتم تسمية جميع السفن البريطانية باسم البلدات والمدن الساحلية. كما أن لديه دورا ثانويا للقيام بدور سفن دورية بحرية.

## السفن في فئة
| القوات البحرية                  | الاسم         | رقم بينانت | الباني             | أطلقت | فوض         | الحالة                                                            |
| ------------------------------- | ------------- | ---------- | ------------------ | ----- | ----------- | ----------------------------------------------------------------- |
| البحرية الملكية البريطانية      | Cromer        | M103       | Vosper Thornycroft | 1990  | 1992        | خرجت من الخدمة، الآن سفينة تدريب في كلية بريطانيا الملكية البحرية |
| البحرية الملكية البريطانية      | Walney        | M104       | Vosper Thornycroft | 1991  | 1992        | خرجت من الخدمة                                                    |
| البحرية الملكية البريطانية      | Penzance      | M106       | Vosper Thornycroft | 1997  | 1998        | في الخدمة الفعلية                                                 |
| البحرية الملكية البريطانية      | Pembroke      | M107       | Vosper Thornycroft | 1997  | 1998        | في الخدمة الفعلية                                                 |
| البحرية الملكية البريطانية      | Grimsby       | M108       | Vosper Thornycroft | 1998  | 1999        | في الخدمة الفعلية                                                 |
| البحرية الملكية البريطانية      | Bangor        | M109       | Vosper Thornycroft | 1999  | 1999        | في الخدمة الفعلية                                                 |
| البحرية الملكية البريطانية      | Ramsey        | M110       | Vosper Thornycroft | 1999  | 2000        | في الخدمة الفعلية                                                 |
| البحرية الملكية البريطانية      | Blyth         | M111       | Vosper Thornycroft | 2000  | 2001        | في الخدمة الفعلية                                                 |
| البحرية الملكية البريطانية      | Shoreham      | M112       | Vosper Thornycroft | 2001  | 2001        | في الخدمة الفعلية                                                 |
| القوات البحرية الملكية السعودية | Al Jawf       |            | Vosper Thornycroft |       |             | في الخدمة الفعلية                                                 |
| القوات البحرية الملكية السعودية | Shaqra        |            | Vosper Thornycroft |       |             | في الخدمة الفعلية                                                 |
| القوات البحرية الملكية السعودية | Al Kharj      |            | Vosper Thornycroft |       |             | في الخدمة الفعلية                                                 |
| Estonian Navy                   | Admiral Cowan | M313       | Vosper Thornycroft | 1988  | 1989 / 2007 | في الخدمة الفعلية، سابقاً أتش أم أس Sandown (M101)                 |
| Estonian Navy                   | Sakala        | M314       | Vosper Thornycroft | 1990  | 1991 / 2008 | في الخدمة الفعلية، سابقاً أتش أم أس Inverness (M102)               |
| Estonian Navy                   | Ugandi        | M315       | Vosper Thornycroft | 1992  | 1993 / 2009 | في الخدمة الفعلية، سابقاً أتش أم أس Bridport (M105)                |

## وصلات خارجية
- Royal Navy - Mine Countermeasures Vessels - Sandown Class (royalnavy.mod.uk)

قالب:Sandown class minehunter